# Исчисление взаимодействующих систем
Исчисление взаимодействующих систем (англ. Calculus of Communicating Systems, CCS, исчисление общающихся систем) в информатике — исчисление процессов, разработанное Робином Милнером в 1980 году. Исчисление работает с моделью неразделяемых коммуникаций между ровно двумя участниками. Формальный язык включает примитивы для описания параллельной композиции, выбора между действиями и рамки ограничений. CCS полезен для оценки качественной корректности свойств таких как взаимная блокировка или «живая блокировка».
Согласно Милнеру, «нет ничего канонического в выборе базовых комбинаторов, даже несмотря на то, что они были выбраны с большим вниманием к экономии. То, что характеризует наше исчисление, это не точный выбор комбинаторов, но выбор интерпретации и математической структуры».
Выражения языка интерпретируются как помеченная переходная система. Между этими моделями взаимное подобие используется как семантическая эквивалентность.

## Синтаксис
Для данного множества имён действий, множество CCS-процессов определяется следующей грамматикой Бэкуса — Наура:
{\displaystyle P::=\emptyset \,\,\,|\,\,\,a.P_{1}\,\,\,|\,\,\,A\,\,\,|\,\,\,P_{1}+P_{2}\,\,\,|\,\,\,P_{1}|P_{2}\,\,\,|\,\,\,P_{1}[b/a]\,\,\,|\,\,\,P_{1}{\backslash }a}
Части синтаксиса в данном выше порядке:
пустой процесспустой процесс {\displaystyle \emptyset } — это валидный CCS-процесс
действиепроцесс {\displaystyle a.P_{1}} может совершать действие {\displaystyle a} и продолжиться как процесс {\displaystyle P_{1}}
идентификатор процессапишем {\displaystyle A{\overset {\underset {\mathrm {def} }{}}{=}}P_{1}} для использования идентификатора {\displaystyle A}, чтобы ссылаться на процесс {\displaystyle P_{1}}
выборпроцесс {\displaystyle P_{1}+P_{2}} может продолжаться либо как {\displaystyle P_{1}}, либо как {\displaystyle P_{2}}
параллельная композицияпроцессы {\displaystyle P_{1}} и {\displaystyle P_{2}}, существующие одновременно
переименование{\displaystyle P_{1}[b/a]} процесс {\displaystyle P_{1}} с действиями {\displaystyle a} переименованными в {\displaystyle b}
ограничение{\displaystyle P_{1}{\backslash }a} процесс {\displaystyle P_{1}} без действия {\displaystyle a}

## Схожие исчисления и модели
- Исчисление взаимодействующих процессов, CSP — язык, разработанный Энтони Хоаром, который появился в то же время, что и CCS.
- Пи-исчисление, разработанное Милнером в конце 80-х, предоставляет подвижность коммуникационных звеньев, позволяя процессам сообщать имена самих коммуникационных каналов.
- Алгебра процессов PEPA, разработанная Джейн Хиллстон, вводит время действия и вероятностный выбор, позволяя вычислять метрики производительности.

Некоторые нотации, основанные на CCS:
- Исчисление широковещательных систем (англ. Calculus of Broadcasting Systems);
- LOTOS.

Модели, которые используются в изучении CCS-систем:
- Моноид истории (англ. History monoid);
- Модель акторов.